# Даніел Коларж
Даніел Коларж (чеськ. Daniel Kolář; нар. 27 жовтня 1985, Прага) — чеський футболіст, півзахисник. Відомий виступами за збірну Чехії та клуб «Вікторія» (Пльзень).

## Клубна кар'єра
Вихованець футбольної школи клубу «Спарта» (Прага).
У дорослому футболі дебютував 2003 року виступами за команду дублерів «Спарти». Провівши декілька ігор за цю команду, 2004 року продовжив кар'єру в команді клубу «Словацко», а на початку 2005 приєднався до клубу «Хмел» (Блшани).
Влітку 2005 повернувся до празької «Спарти», де спочатку знову грав за другу команду клубу, а з 2006 року почав залучатися до матчів «основи». Відіграв за головну команду «Спарти» трохи більше двох сезонів, за цей час виборов титул чемпіона Чехії.
Невдовзі після початку сезону 2008-09 приєднався до складу клубу «Вікторія» (Пльзень), в якому відразу ж став стабільно виходити на поле в основному складі. У складі пльзеньської команди також ставав чемпіоном країни.

## Виступи за збірні
Провів одну гру за юнацьку збірну Чехії.
Протягом 2006–2007 років залучався до складу молодіжної збірної Чехії. На молодіжному рівні зіграв у 10 офіційних матчах, забив 2 голи.
2009 року дебютував в офіційних матчах у складі національної збірної Чехії. Наразі провів у формі головної команди країни 7 матчів, має в активі один забитий у її складі гол.

## Титули та досягнення

### Командні
- Чемпіон Чехії (5):

«Спарта» (Прага): 2007-08
«Вікторія» (Пльзень): 2010-11, 2012-13, 2014-15, 2015-16
- Володар Кубка Чехії (4):

«Спарта» (Прага): 2005-06, 2006-07, 2007-08
«Вікторія» (Пльзень): 2009-10
- Володар Суперкубка Чехії (2):

«Вікторія» (Пльзень): 2011, 2015

### Особисті
- Чеський футбольний талант року (1):

2006